# Dublinesos
Dublinesos (anglès: Dubliners) és un recull de 15 relats curts de James Joyce que va ser publicat per primera vegada el 1914. Constitueixen una descripció naturalista de la vida de la classe mitjana irlandesa a la ciutat de Dublín i als seus voltants durant els primers anys del segle xx.
Joyce va escriure aquestes històries quan el nacionalisme irlandès es trobava en el seu punt àlgid, i la recerca de la identitat nacional i l'autodeterminació emergia violentament; en una cruïlla de la història i entre dues cultures, Irlanda era sacsejada per diverses idees i influències convergents. Els diversos contes se centren en la idea de Joyce d'una epifania: un moment en què un personatge experimenta l'autoconeixement o la il·luminació. Molts personatges de Dublinesos reapareixeran més tard fent papers secundaris a la seva novel·la Ulisses. Els primers contes de la col·lecció són narrats pels seus protagonistes quan són nens i, a mesura que es va avançant, els següents van sobre les vides i els assumptes de gent progressivament més gran. De fet, Joyce va repartir els contes en tres parts: infància, adolescència i maduresa.

## Història de la publicació

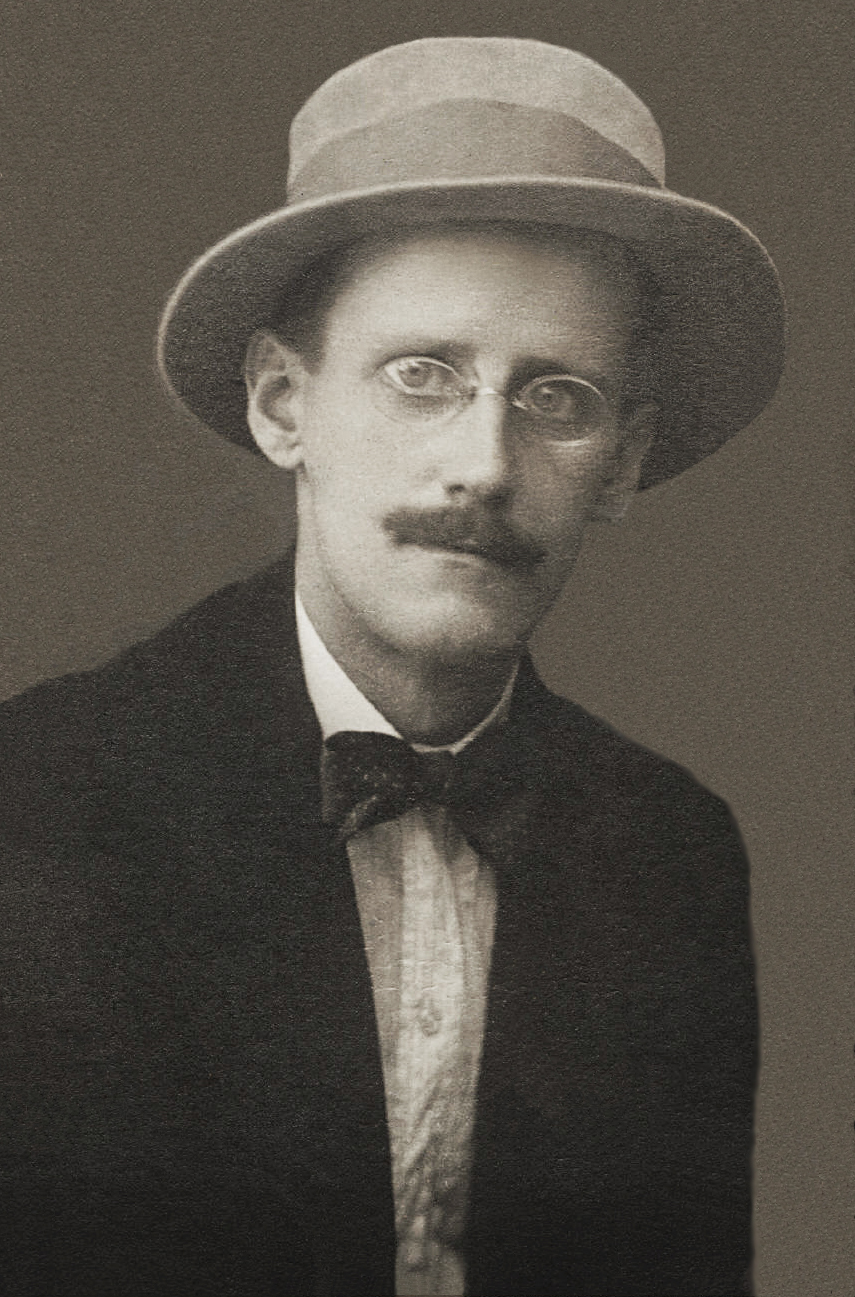
L'escriptor James Joyce el 1915, poc després de la publicació de Dublinesos.

Entre el 1905, quan Joyce va enviar la primera còpia del manuscrit a un editor, i el 1914, quan finalment va poder veure publicat el seu llibre, l'autor ho va intentar 18 cops amb un total de 15 editorials. La història de la publicació del llibre és una angoixant història de persistència contra la frustració. L'editorial londinenca de Grant Richards es va decidir a publicar-lo ja el 1905. Però el seu impressor es va negar a incloure-hi una de les històries, Two Gallants, i aleshores en Richards va començar a pressionar en Joyce perquè retirés uns quants fragments més que, segons ell, l'impressor també rebutjava. Joyce va protestar, però al final va consentir a admetre alguns dels canvis que li demanaven. Tot i així, el Sr. Richards es va desdir del tracte i Joyce va haver de seguir presentant el seu manuscrit a altres editors. Uns tres anys més tard (1909), en va trobar un de disposat, la casa Maunsel & Roberts, de Dublín. Però es va tornar a produir una discussió semblant, que va acabar amb la renúncia de Maunsel & Roberts a publicar el llibre, arribant fins i tot a amenaçar Joyce amb una demanda per les despeses de publicació que ja s'havien produït. Joyce es va oferir a pagar ell mateix els costos d'edició si li lliuraven tots els fulls impresos i li permetien anar a un altre lloc a acabar la feina i fer la distribució comercial del llibre, però quan va arribar a ca l'impressor es van negar a donar-li els fulls i l'endemà els van cremar. Joyce se les va arreglar per aconseguir-ne una còpia amb un estratagema. Aleshores va seguir oferint el manuscrit a altres editors, fins que el 1914 l'editorial Grant Richards un cop més va tornar a acceptar-lo i va aprofitar la còpia salvada de la crema com a galerades. Per fi es va poder publicar el llibre a Londres el juny de 1914.

## Les quinze narracions
- Les germanes – Després de la mort del Pare Flynn, un noiet que n'era molt amic es fa molt superficialment amb la família del mossèn difunt.
- Una trobada – Dos estudiants que fan campana tenen una trobada amb un home d'edat avançada.
- Araby – Un noi s'enamora de la germana del seu amic, però no se'n surt quan intenta comprar-li un bon regal al basar "Araby". Tot i que moltes obres de James Joyce il·lustren la rica tradició de l'Església Catòlica Romana, aquest conte mostra la seva desafecció envers l'Església i la pèrdua de la seva fe.
- Eveline – Una noia abandona els seus plans de marxar d'Irlanda amb un mariner.
- Després de la cursa – L'estudiant Jimmy Doyle intenta estar a l'altura dels seus amics rics.
- Dos galants – Dos timadors, Lenehan i Corley, coneixen una minyona disposada a robar a la casa on treballa.
- La casa d'hostes – La Sra. Mooney conspira amb èxit perquè la seva filla Polly fagi un casament de conveniència molt profitós amb el seu hoste, el Sr. Doran.
- Un núvol petit – El sopar de "Little" Chandler amb el seu vell amic Ignatius Gallaher li aporta una nova llum sobre el fracàs dels seus propis somnis literaris. El relat també reflexiona sobre com se sent en Chandler quan s'adona que ha estat substituït pel seu fill com a receptor principal de l'afecte de la seva dona.
- Complementaris – Farrington, un escrivent alcohòlic, es revenja de la seva frustració amb la beguda i amb el seu fill Tom.
- Fang – La vella minyona Maria, una netejadora, celebra Halloween amb Joe Donnelly, a qui havia criat quan era petit, i la seva família.
- Un cas dolorós – El Sr. Duffy rebutja la Sra. Sinico i quatre anys després s'adona que l'havia condemnat a la soledat i a la mort.
- Una celebració al comitè – Un grups de polítics de segona fila fracassen en el seu intent de fer reviure la memòria de Charles Stewart Parnell.
- Una mare – La Sra. Kearney intenta aconseguir un lloc de prestigi dins del món de la cultura irlandesa per a la seva filla Kathleen, fent-la protagonitzar una sèrie de concerts, però al final no li surt bé.
- La Gràcia – Després que el Sr. Kernan prengui mal en caure per una escala al bar, els seus amics intenten portar-lo pel bon camí mitjançant la fe catòlica.
- Els morts – Gabriel Conroy assisteix a una festa i després, tot parlant amb la seva dona, té una epifania sobre la naturalesa de la vida i de la mort. Amb més de 15.000 paraules, aquest relat també ha estat considerat una novel·la curta. Els morts fou portat al cinema per John Huston (doblada al català com Els dublinesos), amb guió del seu fill Tony i el paper protagonista (la Sra. Conroy) per a la seva filla Anjelica.

## Estil
Joyce empra molt rarament a Dublinesos la hipèrbole o el llenguatge emotiu, confiant en la simplicitat i el detall més acurat per crear una ambientació realista. D'aquesta manera lliga el coneixement de la gent que té el lector amb els ambients que recrea. No li diu al lector què és el que ha de pensar, sinó que el deixa que tregui les seves pròpies conclusions; el contrast és evident amb escriptors més antics, com ara Charles Dickens, que exposen sense miraments els seus judicis morals. Això sovint ens porta a una manca de desenllaç dramàtic a la manera tradicional de les històries.
Diversos autors (per exemple Hugh Kenner, a Joyce's Voices) han conclòs que Joyce sovint deixa que la seva veu narrativa graviti sobre la veu d'un determinat personatge. Per exemple, les paraules inicials de Els morts: "Lily, la filla del vigilant, corria literalment fins a l'esgotament". En aquest cas, ella no corre "literalment" fins a l'esgotament, ni tampoc és el que pensa Joyce; més aviat la narració li permet abusar del llenguatge típic del personatge que està descrivint.
Joyce sovint fa les descripcions des del punt de vista dels seus personatges, tot i que molt pocs cops escriu en primera persona. Això es pot veure al relat Eveline, on Joyce escriu: "[Eveline] recolzava el cap a les cortines de la finestra i se li omplien les narius de l'olor de la cretona polsegosa". Aquí, Joyce segueix una perspectiva empírica en la descripció que fa dels personatges i dels successos; el coneixement de la personalitat de cada personatge sovint ens ve de l'anàlisi de les seves possessions materials. El paràgraf inicial del conte Un cas dolorós és un exemple d'aquest estil, així com de l'ús que fa Joyce del que és global per fer la descripció local de les coses del personatge. Joyce també fa paròdies d'altes estils literaris; una part del relat Un cas dolorós està escrita com una crònica periodística, i una part de La Gràcia és literalment un sermó. Aquest recurs narratiu també el podem trobar a Ulisses (per exemple, a l'episodi d'Èol, escrit en estil periodístic), i en resulta un curiós apropament o confusió entre la literatura i la realitat.
Tota la col·lecció ens deixa veure un pla conjunt de l'obra, començant amb històries de joventut per després seguir avançant en edat fins a culminar amb el relat Els morts. S'hi posa un gran èmfasi en els detalls de la geografia de Dublín, detalls que permeten als lectors que coneixen la zona situar-se sense cap dificultat. La multiplicitat de perspectives que es presenten a través de tota la col·lecció serveix per contrastar diversos personatges tipus de Dublin en aquella època.

## Adaptacions
- El 1987, John Huston dirigeix la pel·lícula The Dead (Els dublinesos), basada en el conte "Els morts".
- El 1999, Dennis Courtney produeix i dirigeix un curtmetratge basat en "Araby".[4]
- El 2000, Richard Nelson i Shaun Daveya escriuen (i en Nelson també dirigeix) un musical basat en "Els morts", que va guanyar el Premi Tony.